# Голосовий тракт
Голосовий тракт — це порожнина в організмі людини та тварин, що розташована біля джерела творення звуку (гортані у ссавців; сиринксу у птахів), в якій фільтруються звуки, що утворюються цим джерелом творення звуку.
У ссавців голосовий тракт складається з гортанної порожнини, глотки, порожнини рота та порожнини носа. У птахів він складається з трахеї, сиринксу, порожнини рота, верхньої частини стравоходу, дзьоба.
Орієнтовна середня довжина голосового тракту у дорослих чоловіків становить 16,9 см та 14,1 см у дорослих жінок.